# Notiophilus intermedius
Notiophilus intermedius är en skalbaggsart som beskrevs av Carl Hildebrand Lindroth. Notiophilus intermedius ingår i släktet Notiophilus och familjen jordlöpare. Inga underarter finns listade i Catalogue of Life.